# Bergischer HC
Bergischer Handball-Club 06 is een handbalclub uit de Duitse plaatsen Wuppertal en Solingen, het eerste herenteam van Bergischer speelt in de Bundesliga.

## Geschiedenis
Bergischer HC is een fusieclub tussen LTV Wuppertal uit Wuppertal en SG Solingen uit Solingen. Voor de clubs in 2006 samen gingen werken hadden de clubs dezelfde tenuesponsor. Het idee was dat de clubs het Bergisches Land regio vertegenwoordigen op de hoogste niveau van Duitsland.

## Resultaten 2006 - heden
| 3 |

| 5 |

| 3 |

| 2 |

| 1 |

| 16 |

| 1 |

| 15 |

| 14 |

| 12 |

| 16 |

| 1 |

| 7 |

| 13 |

| 12 |

| Handball-Bundesliga | 2. Handball-Bundesliga |

| 3 |

| 5 |

| 3 |

| 2 |

| 1 |

| 16 |

| 1 |

| 15 |

| 14 |

| 12 |

| 16 |

| 1 |

| 7 |

| 13 |

| 12 |

| Handball-Bundesliga | 2. Handball-Bundesliga |

## Erelijst

### LTV Wuppertal (1885 - 2006)
| Nationaal              |    |         |
| 2. Handball-Bundesliga | 1x | 1996/97 |

### SV Solingen (1998 - 2006)
| Nationaal              |    |         |
| 2. Handball-Bundesliga | 1x | 1999/00 |

### Bergischer HC (2006 - heden)
| Nationaal              |    |                           |
| 2. Handball-Bundesliga | 3x | 2010/11, 2012/13, 2017/18 |